# Веспер (Вісконсин)
Веспер (англ. Vesper) — селище (англ. village) в США, в окрузі Вуд штату Вісконсин. Населення — 513 особи (2020).

## Географія
Веспер розташований за координатами 44°28′50″ пн. ш. 89°58′3″ зх. д. / 44.48056° пн. ш. 89.96750° зх. д. (44.480456, -89.967484).  За даними Бюро перепису населення США в 2010 році селище мало площу 3,01 км², уся площа — суходіл.

## Демографія
Згідно з переписом 2010 року, у селищі мешкали 584 особи в 246 домогосподарствах у складі 160 родин. Густота населення становила 194 особи/км².  Було 264 помешкання (88/км²).
Расовий склад населення:
| - 96,7 % — білих - 0,7 % — корінних американців - 0,3 % — азіатів |

До двох чи більше рас належало 2,1 %. Частка іспаномовних становила 1,0 % від усіх жителів.
За віковим діапазоном населення розподілялося таким чином: 22,4 % — особи молодші 18 років, 62,0 % — особи у віці 18—64 років, 15,6 % — особи у віці 65 років та старші. Медіана віку мешканця становила 36,4 року. На 100 осіб жіночої статі у селищі припадало 99,3 чоловіків;  на 100 жінок у віці від 18 років та старших — 100,4 чоловіків також старших 18 років.
Середній дохід на одне домашнє господарство  становив 53 271 долар США (медіана — 48 472), а середній дохід на одну сім'ю — 65 270 доларів (медіана — 62 031). За межею бідності перебувало 13,1 % осіб, у тому числі 17,7 % дітей у віці до 18 років та 2,0 % осіб у віці 65 років та старших.
Цивільне працевлаштоване населення становило 273 особи. Основні галузі зайнятості: освіта, охорона здоров'я та соціальна допомога — 23,4 %, виробництво — 20,9 %, науковці, спеціалісти, менеджери — 13,2 %, роздрібна торгівля — 12,5 %.